# Дејвид Бом
Дејвид Бом (20. децембар 1917 — 27. октобар 1992) био је амерички научник који се сматра једним од најзначајнијих теоријских физичара 20. века  и који је допринео нестандардним идејама у квантној механици, неуропсихологији и филозофији ума. Добитник је награде Краљевског друштва у Лондону.
Бом је сматрао да квантна физика сугерише да је стари дуалистички модел реалности, у коме постоје две врсте супстанце, ментална и физичка које међусобно интерагују, превише ограничен. Да би допунио овај модел, развио је математичку и физичку теорију „имплицитног“ и „експлицитног“ редоследа. Сматрао је да мозак, на ћелијском нивоу, ради у складу са математиком неког квантног ефекта, и постулирао је да је мисао нелокализована баш као и квантни ентитети.
Бомово главно интерсовање је било разумевање природе реалности уопште, а посебно свести као кохерентне целине, која, по Бому, никада није статична и завршена већ процес који се одвија.

## Младост и школовање
Дејвид Бом је рођен у Пенсилванији. Поред тога што је одгајан у јеврејској породици, постао је агностик у раној младости. Дипломирао је на Пенсилванијском државном универзитету 1939. године, после чега је годину дана похађао Калифорнијски институт технологије. Докторирао је под менторством Роберта Опенхајмера при Калифорнијском универзитету у Берклију.

## Докторат и рад

### Допринос Пројекту Менхетн
Иако је Роберт Опенхајмер позвао Бома да ради са њим на Пројекту Менхетн, чији је циљ био прављење прве нуклеарне бомбе, директор пројекта генерал Лесли Грувс није то одобрио због Бомових политичких ставова и веза са комунистима.
За време рата предавао је физику у Берклију и бавио се истраживањима у области физике плазме, као и синхотрона и синхоциклотрона.
Докторирао је 1943. под необичним околностима. Наиме, неки од прорачуна у његовом докторском раду су били важни  за пројекат „Менхетн“, те је његов рад био заплењен и добио статус „строго поверљивог“, а самом Бому ускраћен пристум. Због тога Бом није бранио свој рад, већ је докторирао тако што је Роберт Опенхајмер уверио универзитет да је Бом успешно завршио своје истраживање.
После рата радио је као професор на Универзитету Принстон. Блиско је сарађивао са Албертом Ајнштајном. Због његових веза са оптуженим комунистима и одбијањем да сведочи против њих прекинут му је радни уговор на Принстону. Опенхајмер и Ајнштај су му својим препорукама помогли да добије позицију професора на Универзитету Сао Паоло у Бразилу.

### Квантна теорија и Бомова дифузија
У својим раним радовима Бом је дао значајни допринос физици, нарочито квантној механици и теорији релативности. Као постдипломац на Берклију, развио је теорију плазме, откривши електронски феномен, данас познат као Бомова дифузија. Његова прва књига „Квантна теорија“ била је добро прихваћена, између осталих и од стране Алберта Ајнштајна. Међутим, Бом је постао незадовољан ортодоксном интерпретацијом квантне теорије о којој је писао у својиј књизи. Бомов циљ није био да развије детерминистички, механички поглед на свет, већ да покаже да се физичке карактеристике могу приписати дубљој реалности. Почео је да развија своју сопствену интерпретацију квантне механике (Де Брољ-Бомова теорија), чија су се предвиђања савршено слагала са недетерминистичком квантном теоријом.  На почетку је свој приступ називао теорија скривених променљивих, али ју је касније назвао онтолошка теорија.

### Свест и мисао
Поред свог начног рада, Бом је био дубоко заинтересован за проучавање природе свести, са посебном пажњом на улогу мишљења и на његове везе са пажњом, мотивациојом и унутрашњим и спољашњим сукобима јединке. Своје ставове је прецизније формулисао кроз сарадњу са психологом-филозофом Џиду Кришнамурти, која је започела 1961. и трајала четврт века. 

## Публикације
- 1951. Quantum Theory, New York: Prentice Hall. 1989 reprint, New York: Dover,  978-0-486-65969-5
- 1957. Causality and Chance in Modern Physics, 1961 Harper edition reprinted in 1980 by Philadelphia: U of Pennsylvania Press,  978-0-8122-1002-6
- 1962. Quanta and Reality, A Symposium, with N. R. Hanson and Mary B. Hesse, from a BBC program published by the American Research Council
- 1965. The Special Theory of Relativity, New York: W.A. Benjamin.
- 1980. Wholeness and the Implicate Order, London: Routledge, {{ISBN|978-0-7100-0971-5}}, 1983 Ark paperback: {{ISBN|978-0-7448-0000-5}}, 2002 paperback:  978-0-415-28979-5
- 1985. Unfolding Meaning: A weekend of dialogue with David Bohm (Donald Factor, editor), Gloucestershire: Foundation House, {{ISBN|978-0-948325-00-7}}, 1987 Ark paperback: {{ISBN|978-0-7448-0064-7}}, 1996 Routledge paperback:  978-0-415-13638-9
- 1985. The Ending of Time, with Jiddu Krishnamurti, San Francisco: Harper,  978-0-06-064796-4
- 1987. Science, Order, and Creativity, with F. David Peat. London: Routledge. 2nd ed. 2000.  978-0-415-17182-3
- 1989. Meaning And Information, In: P. Pylkkänen (ed.): The Search for Meaning: The New Spirit in Science and Philosophy, Crucible, The Aquarian Press, 1989,  978-1-85274-061-0
- 1991. Changing Consciousness: Exploring the Hidden Source of the Social, Political and Environmental Crises Facing our World (a dialogue of words and images), coauthor Mark Edwards, Harper San Francisco,  978-0-06-250072-4
- 1992. Thought as a System (transcript of seminar held in Ojai, California, from 30 November to 2 December 1990), London: Routledge.  978-0-415-11980-1
- 1993. The Undivided Universe: An ontological interpretation of quantum theory, with B.J. Hiley, London: Routledge,  978-0-415-12185-9
- 1996. On Dialogue. editor Lee Nichol. London: Routledge, hardcover: {{ISBN|978-0-415-14911-2}}, paperback: {{ISBN|978-0-415-14912-9}}, 2004 edition:  978-0-415-33641-3
- 1998. On Creativity, editor Lee Nichol. London: Routledge, hardcover: {{ISBN|978-0-415-17395-7}}, paperback: {{ISBN|978-0-415-17396-4}}, 2004 edition:  978-0-415-33640-6
- 1999. Limits of Thought: Discussions, with Jiddu Krishnamurti, London: Routledge,  978-0-415-19398-6
- 1999. Bohm–Biederman Correspondence: Creativity and Science, with Charles Biederman. editor Paavo Pylkkänen.  978-0-415-16225-8
- 2002. The Essential David Bohm. editor Lee Nichol. London: Routledge,  978-0-415-26174-6, preface by the Dalai Lama
- 2018. The Unity of Everything: A Conversation with David Bohm, with Nish Dubashia. Hamburg, Germany: Tredition,  978-3-7439-9299-3